# Същински тюлени
Tюлен пренасочва насам.  За семейство Ушати тюлени вижте Ушати тюлени.
Същинските тюлени (Phocidae), наричани още Безухи тюлени, са морски бозайници от групата на Перконогите (Pinnipedia), разред Хищници (Carnivora).
Наричат се и „безухи тюлени“, защото нямат външно ухо, за разлика от Ушатите тюлени, които имат малка, но забележима ушна мида.
Срещат се в умерени, субполярни и полярни води на всички океани, с изключение на Индийския, както и в някои вътрешни морета и в езерото Байкал (виж байкалски тюлен).

## Особености
Размерите им варират от 1,2 до 6,5 m дължина на тялото, като при повечето видове няма съществена разлика в големината между половете.
На сушата същинските тюлени се придвижват, пълзейки или пързаляйки се по корем, като само се отбутват с късите си крайници без да могат да стъпват на тях. Те са отлично приспособени за воден начин на живот. Тялото им е издължено, с много гъвкав гръбначен стълб и къси крайници (ноги), наподобяващи перки.
Тюлените се гмуркат на значителна дълбочина – гренландски тюлен е бил намерен заплетен в рибарска мрежа на дълбочина 180 m; обикновеният тюлен достига до 90 m в опитни условия, а най-дълбоко - тюленът на Уедъл, достигащ до 700 m дълбочина. Преди да се гмурнат, тюлените изпускат по-голямата част от въздуха в дробовете си и на определена дълбочина изпадат в състояние на апнея.
Тюлените мигрират на повече или по-малко големи разстояния, до местата си за размножаване, или в търсене на храна. Изчислено е, че по време на пролетното им преминаване през залива Сен Лоран в Канада тюлените изяждат около 20 000 т. херинга. Общо всички канадски тюлени годишно поглъщат приблизително 1/2 милиона тона мойва (вид риба, която се среща в изобилие из ледените арктични води). Арктическите тюлени се хранят предимно с риба, докато антарктическите или южни тюлени (Lobodontinae) са по-тясно специализирани в храненето си.

## Размножаване и жизнен цикъл
За да се размножават, същинските тюлени излизат на брега или върху лед. След около 10 – 11 месечна бременност женските раждат по 1 малко, покрито с гъста и пухкава детска козина, която то сменя на втората седмица след раждането си (виж гренландски тюлен). 
Продължителността на живота на обикновения тюлен в плен e 18 години.

## Тюлените, като плячка
Освен човека, който ги лови заради тюленовата мас и тюленовите кожи, тюлените имат и много естествени врагове, като косатки, акули, полярни мечки. 
Всяка година по света биват избивани около 275 000 тюлена, 98% от които са бебета на не повече от 3 месеца. Много тюлени умират от бавна и мъчителна смърт, след като одират кожата им докато са още полуживи, с цел за да бъде използвана в производството на някои луксозни продукти, търгувани по света.

## Класификация
Семейство Същински тюлени
- Род Monachus – тюлени монаси
  - Monachus monachus – Тюлен монах (средиземноморски), белокоремен тюлен
  - Monachus schauinslandi – Хавайски тюлен монах
  - Monachus tropicalis – Карибски тюлен монах (изчезнал през 50-те години на 20 век)
- Род Mirounga – морски слонове
  - Mirounga angustirostris – Северен морски слон
  - Mirounga leonina – Южен морски слон
- Род Ommatophoca
  - Ommatophoca rossii – Тюлен на Рос
- Род Lobodon
  - Lobodon carcinophagus – Тюлен крабоед
- Род Hydrurga
  - Hydrurga leptonyx – Морски леопард
- Род Leptonychotes
  - Leptonychotes weddellii – Тюлен на Уедъл
- Род Erignathus
  - Erignathus barbatus – Морски заек, лахтак, брадат тюлен
- Род Cystophora
  - Cystophora cristata – Качулат тюлен
- Род Phoca – тюлени
  - Phoca vitulina – Обикновен тюлен
  - Phoca largha – Петнист тюлен, ларга
- Род Pusa (Phoca)
  - Pusa hispida – Пръстенчат тюлен
  - Pusa sibirica – Байкалски тюлен
  - Pusa caspica – Каспийски тюлен
- Род Pagophilus (Phoca)
  - Pagophilus groenlandicus – Гренландски тюлен
- Род Histriophoca (Phoca)
  - Histriophoca fasciata – Ивичест тюлен, крилатка
- Род Halichoerus
  - Halichoerus grypus – Дългомуцунест тюлен, сив тюлен